# Elstertrebnitz
Elstertrebnitz è un comune di 1.429 abitanti della Sassonia, in Germania.
Appartiene al circondario (Landkreis) di Lipsia (targa L) ed è parte della comunità amministrativa (Verwaltungsgemeinschaft) di Pegau.